# Митрович, Йосип
Йосип Митрович (хорв. Josip Mitrović; род. 11 июня 2000, Риека) — хорватский футболист, вингер клуба «Славен Белупо».

## Клубная карьера
Митрович — воспитанник клубов «Цибалия» и «Риека». 26 сентября 2018 года в матче Кубка Хорватии против «Радника» Крижевци он дебютировал за основной состав последних. Летом 2019 года Митрович на правах аренды перешёл в «Интер Запрешич». 20 июля в матче против «Горицы» он дебютировал в чемпионате Хорватии. 31 января 2020 года в поединке против «Истра 1961» Йосип забил свой первый гол за «Интер».
Летом 2020 года Митрович перешёл в «Горицу». 22 августа в матче против «Славена Белупо» он дебютировал за новую команду. 12 декабря в поединке против «Осиека» Йосип забил свой первый гол за «Горицу».
Летом 2024 года Митрович подписал контракт с ситтардской «Фортуной». 11 августа в матче против «Гоу Эхед Иглз» он дебютировал в Эредивизи. 16 августа в поединке против «Алмере Сити» Йосип забил свой первый гол за «Фортуну».
15 июля 2025 года перешёл в «Славен Белупо», подписав двухлетний контракт до середины 2027 года с возможностью продления ещё на год.

## Международная карьера
В 2017 году в составе юношеской сборной Хорватии Митрович принял участие в домашнем молодёжного чемпионата Европы. На турнире он сыграл в матчах против команд Италии, Турции и Испании.